# Patrice Abanda
Patrice Abanda (* 3. srpna 1978, Yaoundé, Kamerun) je bývalý kamerunský fotbalový obránce.

## Klubová kariéra
Působil v české Gambrinus lize, do které se po úspěchu na olympijských hrách v Sydney dostal v dresu Sparty Praha. Tam se ale neprosadil a po působení v Drnovicích a Teplicích opustil českou ligu. V roce 2007 hrál za albánský klub KS Besa Kavajë.

## Reprezentační kariéra
S kamerunským olympijským výběrem získal zlato na Letních olympijských hrách 2000 v Sydney, kde Kamerun porazil ve finále Španělsko na pokutové kopy.